# Roman Saphier
Roman Saphier, właściwie Abraham Saphier (ur. 11 sierpnia 1882 w Sanoku, zm. 6 września 1920 pod Firlejówką) – nauczyciel, oficer.

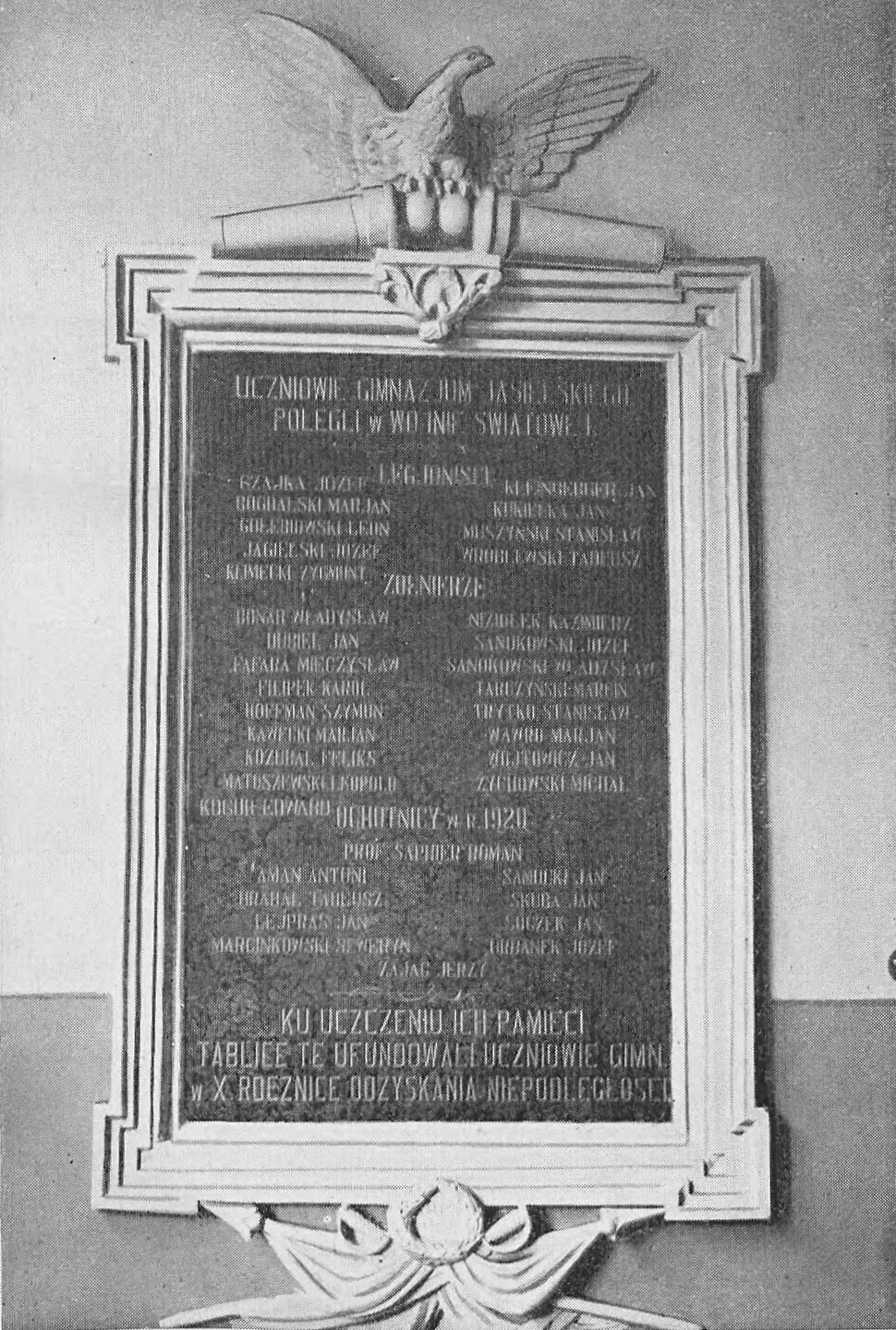
Tablica upamiętniająca w gmachu Gimnazjum w Jaśle

## Życiorys
Urodził się 11 sierpnia 1882 w Sanoku jako Abraham Saphier. Pochodził z rodziny żydowskiej, był wyznania mojżeszowego. Był synem Izraela, trafikanta, zamieszkującego w Sanoku przy ul. Adama Mickiewicza 193. Miał brata Salomona Józefa (ur. 1893), siostrę Bronisławę (ur. 1897, pomocnica kancelaryjna w Sanoku).
Od 1892 uczył się w C. K. Gimnazjum w Sanoku, gdzie w 1901 ukończył VIII klasę i zdał egzamin dojrzałości (nie wymieniony na liście abiturientów egzaminu dojrzałości; w jego klasie byli m.in.: Marian Dienstl-Dąbrowa, Franciszek Jun, Samuel Seelenfreund).
Jeszcze pod imieniem Abraham 17 listopada 1912 został mianowany zastępcą nauczyciela w C. K. Gimnazjum w Jaśle. W szkole uczył języka greckiego, języka niemieckiego.
Od początku I wojny światowej (1914) służył w szeregach C. K. Armii. Został mianowany na stopień podporucznika w rezerwie piechoty z dniem 1 stycznia 1916. Był oficerem rezerwy 4 pułku piechoty. Przed 1917 został odznaczony srebrnym Medalem Waleczności II klasy. Do około 1916 nadał figurował pod imieniem Abraham, zaś od około 1917 był zapisywany już pod imieniem Roman (ponadto w ewidencji armii zapisywano go pod nazwiskiem Saphir). Według stanu ewidencji z 1917 był doktorem filozofii. W czynnej służbie w wojsku pozostawał w kolejnych latach i służył jeszcze w pierwszym półroczu roku szkolnego 1918/1919.
Po odzyskaniu niepodległości przez Polskę w drugim półroczu 1918/1919 ponownie uczył w Gimnazjum w Jaśle, wykładając język grecki i język niemiecki. Podczas wojny polsko-bolszewickiej młodzież z jasielskiego gimnazjum postanowiła, że wszyscy z nich mający ukończone 16 lat przystąpią do walk jako ochotnicy, w związku z czym zgłosiło się w tym charakterze 300 uczniów. Profesor Saphier był jednym z dwóch nauczycieli tej szkoły, którzy zgłosili się wtedy ochotniczo do armii (drugim był Jakub Kuska). Służył w stopniu porucznika Wojska Polskiego. W bitwie pod Firlejówką pełnił funkcję dowódcy 10 kompanii w składzie III batalionu 16 pułku piechoty. Poległ pod Firlejówką 6 września 1920 w wyniku ataku sił wroga. Łącznie z 10 kompanii zginęło wtedy dwóch oficerów i 40 szeregowych. Wśród nich śmierć poniosło czterech gimnazjalistów z Jasła. Ciała profesora Saphiera i uczniów z Jasła pierwotnie pogrzebano w miejscu walk obok drogi. W 1923 ich szczątki zostały ekshumowane i pochowane w zbiorowej mogile w Firlejówce, gdzie ustanowiono też pomnik.

## Upamiętnienie
W pierwszych latach po wojnie z inicjatywy prof. Jana Pyrka (także uczestnika wojny z 1920) w westybulu gmachu Państwowego Gimnazjum w Jaśle została wmurowana prowizoryczna tablica upamiętniająca prof. Romana Saphiera i ośmiu gimnazjalistów poległych w 1920. Od czasu ustanowienia tablicy w szkole, co roku do końca lat 30. uroczyście honorowano poległego profesora i uczniów. W 1928 w westybulu została ustanowiona stała tablica, upamiętniająca poległych w walkach z lat 1914–1920, którzy byli związani ze szkołą. W uczniowskiej gazetce „Efeb”, wydawanej w jasielskim gimnazjum, ukazał się wiersz pt. Tablica w westybulu. Z okazji 10-lecia niepodległości Polski podjęto się realizacji stypendium prof. Saphiera, którego statut następnie zatwierdziły władze województwa lwowskiego.